# Стрельчёнок, Валерий Иванович
Вале́рий Ива́нович Стрельчёнок (бел. Валерый Іванавіч Стральчонак, род. 15 сентября 1981, Борисов, Минская область, Белорусская ССР, СССР) — белорусский государственный и политический деятель, депутат Палаты представителей Национального собрания VII созыва. В белорусском парламенте является членом Постоянной комиссии по труду и социальным вопросам.

## Биография
Родился 15 сентября 1981 года в городе Борисове Минской области.
Имеет высшее образование, окончил Белорусский национальный технический университет по специальности «Электроснабжение»; Республиканский институт профессионального образования по специальности «Профессиональное образование»; Академию управления при Президенте Республики Беларусь по специальности «Государственное и местное управление».
Работал электромонтером Сельэнерго, Борисовского молочного комбината; преподавателем специальных дисциплин, заведующим дневным отделением Жодинского государственного политехнического колледжа; заведующим дневным отделением, заместителем директора по производственному обучению, руководителем практики, заместителем директора по учебно-производственной работе филиала БНТУ Жодинского государственного политехнического колледжа.
6 декабря 2019 года был избран депутатом Палаты представителей Национального собрания по Жодинскому избирательному округу № 64 от Коммунистической партии Беларуси. По результатам голосования набрал в избирательном округе 26 043 голоса избирателя (56,35 % от общего количества), явка избирателей составила 73,05 %.

## Депутат Палаты представителей

### VII созыв (с 6 декабря 2019)
Во время функционирования Палаты представителей VII созыва является членом Постоянной комиссии по труду и социальным вопросам. 
Законопроекты:
- «О взносах в бюджет государственного внебюджетного фонда социальной защиты населения Республики Беларусь».

## Выборы
| Кандидат                    | Кандидат                      | Субъект выдвижения                          | Голосов | %     |
| --------------------------- | ----------------------------- | ------------------------------------------- | ------- | ----- |
|                             | Стрельчёнок Валерий Иванович  | Коммунистическая партия Беларуси            | 26 043  | 56,35 |
|                             | Курилович Максим Николаевич   | Беспартийный                                | 13 229  | 28,62 |
|                             | Былинский Игорь Александрович | Либерально-демократическая партия           | 1 183   | 2,56  |
|                             | Ржавина Ирина Александровна   | Белорусская партия левых «Справедливый мир» | 553     | 1,2   |
|                             | Сапрыгина Ева Сергеевна       | Объединённая гражданская партия             | 340     | 0,74  |
| Против всех                 | Против всех                   | Против всех                                 | 1 992   |       |
| Недействительных бюллетеней | Недействительных бюллетеней   | Недействительных бюллетеней                 | 211     |       |
| Всего                       | Всего                         | Всего                                       | 63 266  | 100   |
| Явка избирателей            | Явка избирателей              | Явка избирателей                            | 46 215  | 73,05 |

## Семья
Женат, имеет сына и дочь.